# 1976-os magyar férfi vízilabdakupa
A magyar férfi vízilabdakupa 1976-os kiírását a Ferencvárosi TC nyerte.

## Selejtezők

### 1. forduló

#### I. csoport
| Csapat               | Mérk | Gy | D | V | G+ | G- | +/- | P |
| -------------------- | ---- | -- | - | - | -- | -- | --- | - |
| Központi Sportiskola | 2    | 2  | 0 | 0 | 12 | 4  | +8  | 4 |
| Egri Vízmű           | 2    | 1  | 0 | 1 | 7  | 12 | –5  | 2 |
| Tatabányai Bányász   | 2    | 0  | 0 | 2 | 7  | 10 | –3  | 0 |

|                      | 0KSI0 | Eger | TBSC |
| -------------------- | ----- | ---- | ---- |
| Központi Sportiskola | –     | 8–1  | 4–3  |
| Egri Vízmű           | 1–8   | –    | 6–4  |
| Tatabányai Bányász   | 3–4   | 4–6  | –    |

#### II. csoport
Tipográfia – Miskolci Vasutas SC 9–2

#### III. csoport
Budapest SE – Csatornázási Művek SK 7–6

#### IV. csoport
| Csapat     | Mérk | Gy | D | V | G+ | G- | +/- | P |
| ---------- | ---- | -- | - | - | -- | -- | --- | - |
| Elektromos | 2    | 2  | 0 | 0 | 14 | 5  | +9  | 4 |
| MAFC       | 2    | 0  | 1 | 1 | 9  | 12 | –3  | 1 |
| Siketek SC | 2    | 0  | 1 | 1 | 4  | 10 | –6  | 1 |

|            | Elektr. | MAFC | Siket |
| ---------- | ------- | ---- | ----- |
| Elektromos | –       | 8–5  | 6–0   |
| MAFC       | 5–8     | –    | 4–4   |
| Siketek SC | 0–6     | 4–4  | –     |

### 2. forduló
- Egri Dózsa – Központi Sportiskola 11–7, 7–4
- Szegedi EOL – Tipográfia 6–5, 10–4
- Szolnoki Vízügy-Dózsa – Budapest SE 10–5, 4–4
- Vasas Izzó – Elektromos 5–2

## Elődöntők

### A csoport
| Csapat                | Mérk | Gy | D | V | G+ | G- | +/- | P |
| --------------------- | ---- | -- | - | - | -- | -- | --- | - |
| Ferencvárosi TC       | 5    | 4  | 0 | 1 | 29 | 21 | +8  | 8 |
| Vasas SC              | 5    | 4  | 0 | 1 | 31 | 26 | +5  | 8 |
| BVSC                  | 5    | 3  | 0 | 2 | 43 | 39 | +4  | 6 |
| Bp. Spartacus         | 5    | 3  | 0 | 2 | 32 | 24 | +8  | 6 |
| Vasas Izzó            | 5    | 1  | 0 | 4 | 21 | 29 | –8  | 2 |
| Szolnoki Vízügy-Dózsa | 5    | 0  | 0 | 5 | 20 | 37 | –17 | 0 |

|                       | 0FTC0 | Vasas | BVSC | Bp. Sp. | Izzó | Szolnok |
| --------------------- | ----- | ----- | ---- | ------- | ---- | ------- |
| Ferencvárosi TC       | –     | 4–3   | 10–8 | 3–5     | 5–3  | 7–2     |
| Vasas SC              | 3–4   | –     | 9–8  | 6–5     | 3–1  | 10–8    |
| BVSC                  | 8–10  | 8–9   | –    | 11–9    | 9–8  | 7–3     |
| Bp. Spartacus         | 5–3   | 5–6   | 9–11 | –       | 7–2  | 6–2     |
| Vasas Izzó            | 3–5   | 1–3   | 8–9  | 2–7     | –    | 7–5     |
| Szolnoki Vízügy-Dózsa | 2–7   | 8–10  | 3–7  | 2–6     | 5–7  | –       |

### B csoport
| Csapat          | Mérk | Gy | D | V | G+ | G- | +/- | P |
| --------------- | ---- | -- | - | - | -- | -- | --- | - |
| Orvosegyetem SC | 5    | 4  | 0 | 1 | 34 | 19 | +15 | 8 |
| Újpesti Dózsa   | 5    | 4  | 0 | 1 | 26 | 21 | +5  | 8 |
| Bp. Honvéd      | 5    | 3  | 0 | 2 | 34 | 26 | +8  | 6 |
| Szegedi EOL     | 5    | 2  | 0 | 3 | 24 | 33 | –9  | 4 |
| Egri Dózsa      | 5    | 2  | 0 | 3 | 24 | 25 | –1  | 4 |
| Szentesi Vízmű  | 5    | 0  | 0 | 5 | 19 | 37 | –18 | 0 |

|                 | 0OSC0 | Újpest | BHSE | SZEOL | Eger | Szentes |
| --------------- | ----- | ------ | ---- | ----- | ---- | ------- |
| Orvosegyetem SC | –     | 4–3    | 6–7  | 7–4   | 7–4  | 10–1    |
| Újpesti Dózsa   | 3–4   | –      | 9–8  | 6–3   | 4–3  | 4–3     |
| Bp. Honvéd      | 7–6   | 8–9    | –    | 9–2   | 2–3  | 8–6     |
| Szegedi EOL     | 4–7   | 3–6    | 2–9  | –     | 8–6  | 7–5     |
| Egri Dózsa      | 4–7   | 3–4    | 3–2  | 6–8   | –    | 8–4     |
| Szentesi Vízmű  | 1–10  | 3–4    | 6–8  | 5–7   | 4–8  | –       |

## Döntő
A csapatok az elődöntőből az egymás elleni eredményeket magukkal hozták.
| Csapat          | Mérk | Gy | D | V | G+ | G- | +/- | P |
| --------------- | ---- | -- | - | - | -- | -- | --- | - |
| Ferencvárosi TC | 5    | 4  | 0 | 1 | 30 | 26 | +4  | 8 |
| Újpesti Dózsa   | 5    | 3  | 0 | 2 | 27 | 26 | +1  | 6 |
| Vasas SC        | 5    | 3  | 0 | 2 | 25 | 22 | +3  | 6 |
| BVSC            | 5    | 2  | 0 | 3 | 39 | 39 | 0   | 4 |
| Orvosegyetem SC | 5    | 2  | 0 | 3 | 28 | 30 | –2  | 4 |
| Bp. Honvéd      | 5    | 1  | 0 | 4 | 27 | 33 | –6  | 2 |

|                 | 0FTC0 | Újpest | Vasas | BVSC | 0OSC0 | BHSE |
| --------------- | ----- | ------ | ----- | ---- | ----- | ---- |
| Ferencvárosi TC | –     | 5–3    | 4–3   | 10–8 | 4–6   | 7–6  |
| Újpesti Dózsa   | 3–5   | –      | 4–2   | 8–7  | 3–4   | 9–8  |
| Vasas SC        | 3–4   | 2–4    | –     | 9–8  | 6–3   | 5–3  |
| BVSC            | 8–10  | 7–8    | 8–9   | –    | 10–9  | 6–3  |
| Orvosegyetem SC | 6–4   | 4–3    | 3–6   | 9–10 | –     | 6–7  |
| Bp. Honvéd      | 6–7   | 8–9    | 3–5   | 3–6  | 7–6   | –    |

A Ferencváros játékosai: Steinmetz János, Kásás Zoltán, Szollár László, Debreczeni Zsolt, Gerendás György, Wiesner Tamás, Fehér András, Udvardi István, Kohán Imre, Kövecses Zoltán, Krieger György, Bala Balázs, Edző: Mayer Mihály